# Riot Act (album)
A Pearl Jam hetedik albuma, amely 2002. december 12-én jelent meg. Az album az amerikai listákon az 5., az angolokon pedig a 34. helyig jutott. A lemezen megtalálható az elég népszerű I Am Mine c. dal, ám ennek ellenére is csak 166 000 példány kelt el belőle az első héten. Ez volt a Pearl Jam legkisebb eladási mutatóval nyitó albuma az 1991-es Ten óta. A Riot Act végül 500 000 eladott példányával a Vs. és a Vitalogy albumok első heti eladásait sem érte el.

## Számok
1. Can't Keep (Vedder) – 3:39
2. Save You (Ament, Cameron, Gossard, McCready, Vedder) – 3:50
3. Love Boat Captain (Gaspar, Vedder) – 4:36
4. Cropduster (Cameron, Vedder) – 3:51
5. Ghost (Ament, Vedder) – 3:15
6. I Am Mine (Vedder) – 3:35
7. Thumbing My Way (Vedder) – 4:10
8. You Are (Cameron, Vedder) – 4:30
9. Get Right (Cameron) – 2:38
10. Green Disease (Vedder) – 2:41
11. Help Help (Ament) – 3:35
12. Bu$hleaguer (Gossard, Vedder) – 3:57
13. 1/2 Full (Ament, Vedder) – 4:10
14. Arc (Vedder) – 1:05
15. All or None (Gossard, Vedder) – 4:37

## Kislemezek az albumról
- I Am Mine / Down (2002) (Vannak olyan kiadások, amelyeken a Bu$hleaguer és az Undone is szerepel)
- Save You / Other Side (2003)
- Love Boat Captain / Love Boat Captain (Live) / Other Side (2003)